# Wake Up and Smell the Coffee
Wake Up and Smell the Coffee (с англ. — «Проснись и почувствуй запах кофе») — пятый студийный альбом ирландской рок-группы The Cranberries, вышедший 22 октября 2001 года. Продюсером альбома стал Стивен Стрит. Первым синглом стала песня «Analyse». Это единственный альбом группы, выпущенный лейблом MCA Records. Автором обложки является дизайнер Сторм Торгерсон.
В ноябре 2001 года альбом достиг 46 позиции в чарте Billboard по продажам. Мировые продажи к 2002 году составили 1,3 млн копий.

## Список композиций
1. «Never Grow Old» — 2:35
2. «Analyse» — 4:10
3. «Time Is Ticking Out» — 2:59
4. «Dying Inside» — 3:10
5. «This Is the Day» — 4:15
6. «The Concept» — 3:03
7. «Wake Up and Smell the Coffee» — 5:15
8. «Pretty Eyes» — 3:48
9. «I Really Hope» — 3:42
10. «Every Morning» — 2:24
11. «Do You Know» — 3:09
12. «Carry On» — 2:21
13. «Chocolate Brown» — 3:32

## Бисайды
1. «Cape Town» — 2:47
2. «Many Days» — 2:44
3. «Such a Waste» — 2:31
4. «7 Years» — 2:46
5. «In The Ghetto» — 2:42